# Klaus Zerta
Klaus Zerta (Gelsenkirchen, 25 novembre 1946) è un ex canottiere tedesco, fino al 1990 tedesco occidentale.

## Carriera

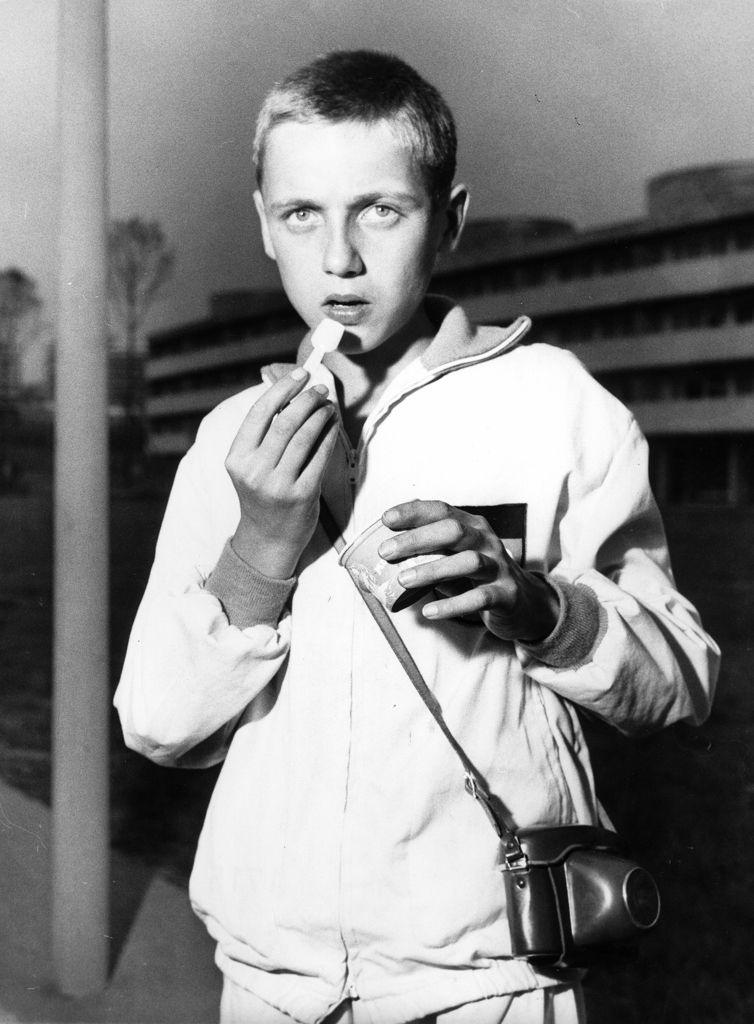
Zerta nel 1960

Nato a Gelsenkirchen, nell'allora Germania Ovest, a soli 13 anni ha partecipato ai Giochi olimpici di Roma 1960 con la Squadra Unificata Tedesca nel canottaggio. In particolare era timoniere del due con, dove gareggiava insieme a Bernhard Knubel e Heinz Renneberg. I tedeschi vinsero la gara, che si teneva sul Lago Albano a Castel Gandolfo, in 7'29"14, un tempo migliore di un secondo rispetto a quello dell'equipaggio sovietico, di cinque rispetto a quello degli Stati Uniti. Zerta, all'età di 13 anni e 283 giorni, divenne l'atleta maschile più giovane a vincere una medaglia d'oro olimpica, record che ancora detiene. Nel 1974 ha lasciato il canottaggio. In seguito ha lavorato come construction manager ed è stato maestro di tennis.

## Palmarès
- Giochi olimpici

Roma 1960: oro nel due con